# Canton de Créon
Le canton de Créon est une circonscription électorale française du département de la Gironde, en région Nouvelle-Aquitaine, située dans l'arrondissement de Bordeaux. Créée en 1790, son périmètre est modifié à la suite du redécoupage cantonal de 2014. Elle tient lieu de circonscription d'élection des conseillers départementaux et sa modification entre en vigueur lors des élections départementales de 2015.

## Histoire
Le canton de Créon a été créé en 1790.
De 1833 à 1848, les cantons de Cadillac et de Créon avaient le même conseiller général. Le nombre de conseillers généraux était limité à 30 par département.
Un nouveau découpage territorial de la Gironde (département) entre en vigueur à l'occasion des premières élections départementales suivant le décret du 20 février 2014. Les conseillers départementaux sont, à compter de ces élections, élus au scrutin majoritaire binominal mixte. Les électeurs de chaque canton élisent au Conseil départemental, nouvelle appellation du Conseil général, deux membres de sexe différent, qui se présentent en binôme de candidats. Les conseillers départementaux sont élus pour 6 ans au scrutin binominal majoritaire à deux tours, l'accès au second tour nécessitant 12,5 % des inscrits au 1er tour. En outre la totalité des conseillers départementaux est renouvelée. Ce nouveau mode de scrutin nécessite un redécoupage des cantons dont le nombre est divisé par deux avec arrondi à l'unité impaire supérieure si ce nombre n'est pas entier impair, assorti de conditions de seuils minimaux. Dans la Gironde, le nombre de cantons passe ainsi de 63 à 33. Le nombre de communes du canton de Créon passe de 28 à 23.
Le nouveau canton de Créon est formé de communes du canton de Créon modifié (22 communes sur 28), amputé des communes de Blésignac, Haux, Saint-Léon, La Sauve, Tabanac et Le Tourne transférées dans le nouveau canton de l'Entre-deux-Mers, et complété par la commune de Tresses en provenance de l'ancien canton de Floirac. Il est entièrement inclus dans l'arrondissement de Bordeaux. Le bureau centralisateur est situé à Créon.

## Géographie
Ce canton situé au cœur de la région naturelle de l'Entre-deux-Mers sur la rive droite de la Garonne est organisé autour de Créon. Ses communes sont réparties entre les communautés de communes des Portes de l'Entre-Deux-Mers, du Créonnais et des Coteaux du Bordelais. Son altitude varie de 2 m (Baurech, Cambes, Camblanes-et-Meynac, Latresne et Quinsac) à 112 m (Sadirac).

## Représentation

### Conseillers généraux de 1833 à 2015
| Période | Période           | Identité                              | Étiquette           | Qualité |
| ------- | ----------------- | ------------------------------------- | ------------------- | --- |
| 1833    | 1839              | M. Ferrand                            |                     | Juge de paix du Canton de Targon |
| 1839    | 1848              | Jean-Baptiste Basilide Billaudel      | Gauche dynastique   | Ingénieur en chef des Ponts et Chaussées Député (1837-1846, 1848-1849) Propriétaire à Cenon |
| 1848    | 1867              | Anne Furcy Charles Legrix de La Salle |                     | Juge de paix à Bordeaux, maire de Camarsac, conseiller d'arrondissement |
| 1867    | 1870              | Alfred de Lastic                      |                     | Capitaine de frégate Maire de Tabanac (1861-1870, 1887-1888) |
| 1871    | 1880              | Guzman Gras-Cadet                     | Droite Bonapartiste | Président du comice agricole de Créon (jusqu'en 1876) |
| 1880    | 1886              | Albert Decrais                        | Républicain         | avocat à la cour d'appel de Paris, puis préfet et ambassadeur Député (1897-1903) - Sénateur (1903-1915) Ministre des Colonies (1899-1902)                                                           |
| 1886    | 1887 (annulation) | Jean Joseph de la Chassaigne          | Droite royaliste    | Maire de Baurech |
| 1887    | 1907 (démission)  | Gabriel Durat                         | Républicain         | Propriétaire, maire de Quinsac |
| 1907    | 1912 (décès)      | Gabriel Lafforgue                     | Républicain         | Médecin à La Tresne |
| 1912    | 1928              | Jacques Casanouve-Soulé               | RG                  | Médecin - Propriétaire, maire de La Tresne |
| 1928    | 1934              | Henri Labroue                         | Rad.ind.            | Professeur de lettres Député (1914-1919 et 1928-1932) |
| 1934    | 1940              | Marius Fauché                         | RG                  | Médecin Maire de Créon (1925-1942), conseiller d'arrondissement |
|         |                   |                                       |                     | |
| 1943    | 1945              | Frédéric Uteau                        | ?                   | Président de la société de mécanographie du Sud-Ouest professeur de sténographie et dactylographie, conseiller de l'enseignement technique Maire de Bonnetan Nommé conseiller départemental en 1943 |
|         |                   |                                       |                     | |
| 1945    | 1964              | Marc Mouline                          | SFIO puis CNI       | Propriétaire-exploitant, maire de Baurech |
| 1964    | 1980 (démission)  | Michel Bastiat                        | RI puis DVG         | Maire de Créon de 1959 à 1977 |
| 1980    | 2008              | Guy Trupin                            | PS                  | Maire de Camblanes-et-Meynac, député suppléant de Pierre Lagorce (1988-1993) |
| 2008    | 2015              | Jean-Marie Darmian                    | PS (jusqu'en 2015)  | Enseignant Maire de Créon (1995-2014) |

### Conseillers d'arrondissement (de 1833 à 1940)
| Période                                  | Période      | Identité                                           | Étiquette           | Qualité |
| ---------------------------------------- | ------------ | -------------------------------------------------- | ------------------- | --- |
| 1833                                     | 1839         | Jean Bonnet-Baudin                                 |                     | Maire de Créon                                                                                              |
| 1839                                     | 1840 (décès) | Jean Baptiste Jacques Legrix de Tustal (1770-1840) |                     | Propriétaire à Sadirac                                                                                      |
| 1840                                     | 1845         | M. de Vassal de Sineuil                            |                     | Propriétaire à Sallebœuf                                                                                    |
| 1845                                     | 1848         | Anne Furcy Charles Legrix de La Salle              |                     | Maire de Camarsac                                                                                           |
| 1848                                     |              | Pierre Sylvain Fournier (1794-1874)                |                     | Juge de paix du canton, propriétaire à Bordeaux                                                             |
|                                          |              |                                                    |                     | |
| 1877                                     | 1880         | M. Pinaud                                          | Républicain         | Notaire à Quinsac                                                                                           |
| 1880                                     | 1895         | Louis-Marc Lassus                                  | Républicain         | Notaire à Sallebœuf, suppléant du juge de paix                                                              |
| 1895                                     | 1907         | Jean-Abel Lafforgue                                | Républicain         | Médecin, maire de Latresne                                                                                  |
| 1907                                     | 1913         | Auguste Bord                                       | Républicain         | Maire de Pompignac                                                                                          |
| 1913                                     | 1919         | Bernard David                                      | Républicain         | Maire de Créon, suppléant de la justice de paix                                                             |
| 1919                                     | 1934         | Marius Fauché                                      | Républicain puis RG | Médecin à Créon                                                                                             |
| 1934                                     | 1940         | Bernard Blanchy                                    | Républicain         | Maire de Cursan                                                                                             |
| 1940                                     |              |                                                    |                     | Les conseils d'arrondissement ont été suspendus par la loi du 12 octobre 1940 et n'ont jamais été réactivés |
| Les données manquantes sont à compléter. |              |                                                    |                     | |

### Conseillers départementaux depuis 2015
| Période élective | Période élective | Mandat | Mandat   | Identité                | Nuance | Nuance | Qualité |
| ---------------- | ---------------- | ------ | -------- | ----------------------- | ------ | ------ | --- |
| 2015             | 2021             | 2015   | 2021     | Jean-Marie Darmian      |        | DVG    | Maire de Créon (1995-2014) Vice-président du conseil départemental                                                                                         |
| 2015             | 2021             | 2015   | 2021     | Anne-Laure Fabre-Nadler |        | EELV   | Ancienne collaboratrice parlementaire de Noël Mamère Conseillère municipale de Carignan-de-Bordeaux jusqu'en 2020 Vice-présidente du conseil départemental |
| 2021             | 2028             | 2021   | en cours | Céline Goeury           |        | DVG    | Première adjointe au maire de Latresne |
| 2021             | 2028             | 2021   | en cours | Christophe Viandon      |        | DVG    | Premier adjoint au maire de Tresses |

### Résultats détaillés

#### Élections de mars 2015
À l'issue du premier tour des élections départementales de 2015, deux binômes sont en ballottage : Jean-Marie Darmian et Anne-Laure Fabre-Nadler (Union de la gauche, 39,70 %) et Thomas Bex et Sylvie-Marie Dupuy (Union de la droite, 26,50 %). Le taux de participation est de 52,73 % (17 952 votants sur 34 043 inscrits) contre 50,55 % au niveau départemental et 50,17 % au niveau national.
Au second tour, Jean-Marie Darmian et Anne-Laure Fabre-Nadler (Union de la gauche) sont élus avec 55,75 % des suffrages exprimés et un taux de participation de 50,23 % (8 669 voix pour 17 096 votants et 34 036 inscrits).

#### Élections de juin 2021
Le premier tour des élections départementales de 2021 est marqué par un très faible taux de participation (33,26 % au niveau national). Dans le canton de Créon, ce taux de participation est de 34,4 % (13 030 votants sur 37 877 inscrits) contre 33,41 % au niveau départemental. À l'issue de ce premier tour, deux binômes sont en ballottage : Céline Goeury et Christophe Viandon (DVG, 31,78 %) et Christelle Dubos et Bertrand Gautier (REM, 23,34 %).
Le second tour des élections est marqué une nouvelle fois par une abstention massive équivalente au premier tour. Les taux de participation sont de 34,36 % au niveau national, 33,6 % dans le département et 34,28 % dans le canton de Créon. Céline Goeury et Christophe Viandon (DVG) sont élus avec 61,37 % des suffrages exprimés (7 002 voix pour 12 984 votants et 37 873 inscrits),,.

## Composition

### Composition avant 2015

Situation du canton de Cenon dans l'arrondissement de Bordeaux en 2014.

Le canton de Créon regroupait vingt-huit communes.
| Nom                       | Code Insee | Codepostal | Superficie (km2) | Population (dernière pop. légale) | Densité (hab./km2) |
| ------------------------- | ---------- | ---------- | ---------------- | --------------------------------- | ------------------ |
| Créon (chef-lieu)         | 33140      | 33670      | 8,02             | 4 333 (2012)                      | 540                |
| Baurech                   | 33033      | 33880      | 7,68             | 778 (2012)                        | 101                |
| Blésignac                 | 33059      | 33670      | 2,50             | 317 (2012)                        | 127                |
| Bonnetan                  | 33061      | 33370      | 4,29             | 844 (2012)                        | 197                |
| Camarsac                  | 33083      | 33750      | 5,35             | 960 (2012)                        | 179                |
| Cambes                    | 33084      | 33880      | 5,34             | 1 345 (2012)                      | 252                |
| Camblanes-et-Meynac       | 33085      | 33360      | 8,68             | 2 735 (2012)                      | 315                |
| Carignan-de-Bordeaux      | 33099      | 33360      | 8,78             | 3 743 (2012)                      | 426                |
| Cénac                     | 33118      | 33360      | 7,50             | 1 833 (2012)                      | 244                |
| Croignon                  | 33141      | 33750      | 4,62             | 514 (2012)                        | 111                |
| Cursan                    | 33145      | 33670      | 6,07             | 560 (2012)                        | 92                 |
| Fargues-Saint-Hilaire     | 33165      | 33370      | 7,02             | 2 715 (2012)                      | 387                |
| Haux                      | 33201      | 33550      | 10,21            | 781 (2012)                        | 76                 |
| Latresne                  | 33234      | 33360      | 10,39            | 3 324 (2012)                      | 320                |
| Lignan-de-Bordeaux        | 33245      | 33360      | 8,94             | 746 (2012)                        | 83                 |
| Loupes                    | 33252      | 33370      | 4,87             | 687 (2012)                        | 141                |
| Madirac                   | 33263      | 33670      | 1,86             | 197 (2012)                        | 106                |
| Pompignac                 | 33330      | 33370      | 11,62            | 2 767 (2012)                      | 238                |
| Le Pout                   | 33335      | 33670      | 3,93             | 546 (2012)                        | 139                |
| Quinsac                   | 33349      | 33360      | 8,14             | 2 115 (2012)                      | 260                |
| Sadirac                   | 33363      | 33670      | 19,11            | 3 653 (2012)                      | 191                |
| Saint-Caprais-de-Bordeaux | 33381      | 33880      | 10,26            | 2 738 (2012)                      | 267                |
| Saint-Genès-de-Lombaud    | 33408      | 33670      | 6,14             | 330 (2012)                        | 54                 |
| Saint-Léon                | 33431      | 33670      | 4,49             | 345 (2012)                        | 77                 |
| Sallebœuf                 | 33496      | 33370      | 14,80            | 2 232 (2012)                      | 151                |
| La Sauve                  | 33505      | 33670      | 18,64            | 1 423 (2012)                      | 76                 |
| Tabanac                   | 33518      | 33550      | 8,00             | 1 064 (2012)                      | 133                |
| Le Tourne                 | 33534      | 33550      | 2,53             | 763 (2012)                        | 302                |
| Tabanac                   | 33518      | 33550      | 8,00             | 1 064 (2012)                      | 133                |
| Le Tourne                 | 33534      | 33550      | 2,53             | 763 (2012)                        | 302                |

### Composition depuis 2015
Le nouveau canton de Créon comprend vingt-trois communes entières.
| Nom                           | Code Insee | Intercommunalité                   | Superficie (km2) | Population (dernière pop. légale) | Densité (hab./km2) | Modifier                                    |
| ----------------------------- | ---------- | ---------------------------------- | ---------------- | --------------------------------- | ------------------ | ------------------------------------------- |
| Créon (bureau centralisateur) | 33140      | CC du Créonnais                    | 8,02             | 4 863 (2022)                      | 606                | modifier les données · modifier les données |
| Baurech                       | 33033      | CC des Portes de l'Entre-Deux-Mers | 7,68             | 936 (2022)                        | 122                | modifier les données · modifier les données |
| Bonnetan                      | 33061      | CC des Coteaux Bordelais           | 4,29             | 1 048 (2022)                      | 244                | modifier les données · modifier les données |
| Camarsac                      | 33083      | CC des Coteaux Bordelais           | 5,35             | 1 034 (2022)                      | 193                | modifier les données · modifier les données |
| Cambes                        | 33084      | CC des Portes de l'Entre-Deux-Mers | 5,34             | 1 853 (2022)                      | 347                | modifier les données · modifier les données |
| Camblanes-et-Meynac           | 33085      | CC des Portes de l'Entre-Deux-Mers | 8,68             | 3 145 (2022)                      | 362                | modifier les données · modifier les données |
| Carignan-de-Bordeaux          | 33099      | CC des Coteaux Bordelais           | 8,78             | 4 312 (2022)                      | 491                | modifier les données · modifier les données |
| Cénac                         | 33118      | CC des Portes de l'Entre-Deux-Mers | 7,50             | 2 151 (2022)                      | 287                | modifier les données · modifier les données |
| Croignon                      | 33141      | CC des Coteaux Bordelais           | 4,62             | 733 (2022)                        | 159                | modifier les données · modifier les données |
| Cursan                        | 33145      | CC du Créonnais                    | 6,07             | 666 (2022)                        | 110                | modifier les données · modifier les données |
| Fargues-Saint-Hilaire         | 33165      | CC des Coteaux Bordelais           | 7,02             | 3 504 (2022)                      | 499                | modifier les données · modifier les données |
| Latresne                      | 33234      | CC des Portes de l'Entre-Deux-Mers | 10,39            | 3 699 (2022)                      | 356                | modifier les données · modifier les données |
| Lignan-de-Bordeaux            | 33245      | CC des Portes de l'Entre-Deux-Mers | 8,94             | 834 (2022)                        | 93                 | modifier les données · modifier les données |
| Loupes                        | 33252      | CC du Créonnais                    | 4,87             | 940 (2022)                        | 193                | modifier les données · modifier les données |
| Madirac                       | 33263      | CC du Créonnais                    | 1,86             | 297 (2022)                        | 160                | modifier les données · modifier les données |
| Pompignac                     | 33330      | CC des Coteaux Bordelais           | 11,62            | 3 485 (2022)                      | 300                | modifier les données · modifier les données |
| Le Pout                       | 33335      | CC du Créonnais                    | 3,93             | 617 (2022)                        | 157                | modifier les données · modifier les données |
| Quinsac                       | 33349      | CC des Portes de l'Entre-Deux-Mers | 8,14             | 2 216 (2022)                      | 272                | modifier les données · modifier les données |
| Sadirac                       | 33363      | CC du Créonnais                    | 19,11            | 4 718 (2022)                      | 247                | modifier les données · modifier les données |
| Saint-Caprais-de-Bordeaux     | 33381      | CC des Portes de l'Entre-Deux-Mers | 10,26            | 3 460 (2022)                      | 337                | modifier les données · modifier les données |
| Saint-Genès-de-Lombaud        | 33408      | CC du Créonnais                    | 6,14             | 390 (2022)                        | 64                 | modifier les données · modifier les données |
| Sallebœuf                     | 33496      | CC des Coteaux Bordelais           | 14,80            | 2 771 (2022)                      | 187                | modifier les données · modifier les données |
| Tresses                       | 33535      | CC des Coteaux Bordelais           | 11,54            | 5 188 (2022)                      | 450                | modifier les données · modifier les données |
| Canton de Créon               | 3311       |                                    | 184,95           | 52 860 (2022)                     | 286                | modifier les données                        |

## Démographie

### Démographie avant 2015
| 1962   | 1968   | 1975   | 1982   | 1990   | 1999   | 2006   | 2011   | 2012   |
| ------ | ------ | ------ | ------ | ------ | ------ | ------ | ------ | ------ |
| 17 020 | 19 695 | 23 755 | 30 607 | 34 820 | 37 198 | 40 751 | 43 931 | 44 388 |

### Démographie depuis 2015
En 2022, le canton comptait 52 860 habitants, en évolution de +11,78 % par rapport à 2016 (Gironde : +6,91 %, France hors Mayotte : +2,11 %).
| 2013   | 2018   | 2022   |
| ------ | ------ | ------ |
| 44 553 | 49 254 | 52 860 |